# Film policier
 Pour plus de détails, voir le corps de l'article.
Le film policier est un film relevant du genre policier et, par extension, le genre cinématographique qui regroupe de telles œuvres qui mettent en scène le milieu du crime ou de la police. Le film policier est parfois appelé « polar », par dérivation du surnom initialement adopté pour le roman policier.
La plupart des films policiers sont construits autour de la résolution d'une enquête par un policier ou un détective, en mettant souvent en avant de manière prononcée les rôles de criminels ou délinquants. Cependant, en France, la locution englobe une grande variété de genres comme le film de gangsters où le criminel joue le premier rôle. Dans les pays anglo-saxons et au Québec, on parlera plus volontiers de film criminel, le genre policier étant en sous-genre mettant en avant l'institution policière et ses enquêteurs.
Le genre s'est popularisé à partir du cinéma américain des années 1940, adoptant souvent l'esthétique du film noir. Il est connexe à d'autres genres comme le film d'espionnage et le film d'action qui ont hérité de beaucoup de ses éléments, ainsi que le thriller qui joue sur le temps et la peur.

## Dénomination
En France, la locution « film policier » se confond souvent avec la locution « film criminel ». Celle-ci, dans le monde anglo-saxon et au Québec, décrit un genre-chapeau regroupant films policiers, film de gangsters ou encore film de casse.

## Les débuts du genre
Très tôt, et notamment avec l’avènement des courses-poursuites, policiers et voleurs sont apparus sur la pellicule. 
Aux États-Unis, en 1912, la société Keystone s'en est fait une spécialité, avec l'utilisation récurrente des Keystone Cops, une équipe de policiers bondissants mais totalement inefficaces. 
Dès la fin des années 1910, des personnalités célèbres du roman policier, genre pourtant récent en littérature, sont apparus comme héros de séries. On suit alors les aventures de policiers, comme Nick Carter ou Sherlock Holmes, mais aussi celles de criminels, comme Fantômas.

## Allemagne
Dès 1913, influencés par le cinéma français (Fantômas, Nick Carter…) apparaissent des sérials allemands (films de Joe May…). Par la suite de nombreux réalisateurs reprennent le thème en développant des créations originales. Dans les années 1920, Fritz Lang intègre le genre au cinéma expressionniste allemand et livre quelques films fantastico-policiers (Docteur Mabuse le joueur). Avec l'avènement du parlant, il réalise M le maudit en 1931. 

## France

### 1910 à 1944
Les films policiers entre 1910 et 1939 ont été influencés par les romans policiers. Les influences ont été réciproques, aussi, parce que les films policiers influencent aussi les romans policiers. Pendant cette période, les films à épisodes de Victorin Jasset, comme Nick Carter, le roi des détectives, pour les films Éclair 1908 (influencé par les pulp (magazine)s américains). Les autres cinéastes de cette période étaient Louis Feuillade (par exemple Le Proscrit de 1912), Maurice Tourneur (par exemple Le Mystère de la chambre jaune de 1913), Abel Gance (par exemple L'Énigme de dix heures de 1915), et Henri Fescourt (par exemple Rouletabille chez les bohémiens de 1922). En 1924, le Conseil d'État conclu à la légalité des arrêtés préfectoraux interdisant la projection de films représentant des actes criminels. 
Après 1930, le cinéma muet devient sonore et parlant et le cinéma a pris de nouvelles voies. Les films policiers montrent bas-fonds, la nuit, la pluie, la campagne frileuse, un « romantisme de la pègre », comme La Tête d'un homme de 1933 (d'après Georges Simenon) par Julien Duvivier. Pierre Chenal avait fait plusieurs films, comme L'Affaire Lafarge, La Maison du Maltais, L'Alibi, et Le Dernier Tournant. Vers la fin des années 1930, les films policiers utilisent le réalisme poétique et la critique sociale. (par exemple Le jour se lève de 1939, par Marcel Carné, et Le Crime de Monsieur Lange). 
Pendant l'Occupation les films policiers deviennent sombres et pessimistes, souvent avec des sujets qui feignent de s'éloigner de l'actualité pour échapper à la censure des Nazis. Plusieurs films ont été tournés d’après les romans de Georges Simenon, comme Le Voyageur de la Toussaint (1942) par Louis Daquin, Monsieur La Souris (1943) par Georges Lacombe, L'Homme de Londres (1943) par Henri Decoin, Picpus (1943) par Richard Pottier, Cécile est morte (1944) par Maurice Tourneur, et Les Caves du Majestic (1944) par Richard Pottier.

### 1945 à 1968
De 1945 à 1954 très peu de films prennent comme toile de fond la période de l'Occupation des Nazis. Les auteurs des adaptations étaient toujours Georges Simenon, Stanislas-André Steeman et Pierre Véry. Les films cités comme classiques sont : Panique, Dédée d'Anvers, Une si jolie petite plage et Quai des Orfèvres. Quelques films de cette période sont 120, rue de la gare (1945) par Jacques Daniel-Norman, d'après le roman de Léo Malet ; Copie conforme (1947) par Jean Dréville; Le Mystérieux Monsieur Sylvain (1947) par Jean Stelli ; Méfiez-vous des blondes (1950) par André Hunebelle ; et Les Diaboliques (1954) par Henri-Georges Clouzot d'après le roman de Boileau-Narcejac. Le film Mission à Tanger mélange les styles des films d'action, le style noir, et un style plutôt parodique.
Entre 1955 et 1960 la Série noire apporte au cinéma un personnage des romans noirs : le détective privé (ou le journaliste) amateur de bars, femmes, charmeur, et séduisant. C'est la grande époque des films souriants et pas très sérieux qui utilisent la farce parodique. Les autres, comme André Cayatte démontrent les imperfections de la loi pénale et du système judiciaire (Justice est faite, Nous sommes tous des assassins, Le Dossier noir...). Les adaptations de romans purement français sur le milieu des truands  violents et pervers, sans règles de conduite (Touchez pas au grisbi, Du rififi chez les hommes, Razzia sur la chnouf, Bob le flambeur...). Simenon étaient encore adapté, comme pour En cas de malheur (1958) par Claude Autant-Lara et Maigret tend un piège (1958) par Jean Delannoy.
Entre 1960 et 1968, la Nouvelle Vague a commencé. Plusieurs films policiers dépassent les 500 000 entrées et le style série noire continue. Jean Gabin, Lino Ventura, Jean-Paul Belmondo et Alain Delon étaient les vedettes de cette période. Les jeunes cinéastes de la Nouvelle Vague comme François Truffaut ont voulu changer le cinéma. Quelques films de cette période étaient À bout de souffle (1959), Alphaville, une étrange aventure de Lemmy Caution, Bande à part (1964), et Pierrot le fou (1965) de Jean-Luc Godard; À double tour (1959), Le Tigre se parfume à la dynamite (1964), La Femme infidèle et Que la bête meure (1968) de Claude Chabrol; Le Doulos (1962), Le Deuxième Souffle (1966) et Le Samouraï (1967) de Jean-Pierre Melville; La mariée était en noir (1967)  de François Truffaut et Classe tous risques (1960) de Claude Sautet.

### 1969 à 1988
Entre 1969 et 1981, les pays industrialisés ont subi des chocs pétroliers et des problèmes structurels. Après les bagarres de mai 1968, les films deviennent plus politiques et contestataires (Z, Solo, L'Attentat, Adieu poulet, Nada…), et les films dénoncent des inégalités sociales comme le racisme, la corruption et l’injustice. Quelques films policiers de cette période étaient :
- Solo de Jean-Pierre Mocky en 1969
- La Course du lièvre à travers les champs de René Clément en 1972
- Folle à tuer d'Yves Boisset en 1975
- Série noire d'Alain Corneau en 1978
- Diva de Jean-Jacques Beineix en 1981

Entre 1982 et 1988, les films policiers sont devenus plus calmes que les films de la période « révolutionnaire ». Néanmoins, il y avait encore des films qui discutent de problèmes comme la drogue et le chômage. Pendant cette période, les différents genres, comme le drame psychologique, film noir, ou les films d’action ou d’espionnage tendent à se mélanger avec les films policiers. Quelques films policiers de cette période étaient :
- Balles perdues de Jean-Louis Comolli en 1982
- Le Ruffian de José Giovanni en 1982
- Mortelle randonnée de Claude Miller en 1983
- Dernier été à Tanger d'Alexandre Arcady en 1986
- Juillet en septembre de Sébastien Japrisot en 1988

### Depuis 1990
Lors des années 1990, Luc Besson réalise Nikita en 1990 et Léon en 1994.

### Festival
- Festival du film policier de Cognac
- Festival international du film policier de Beaune
- Festival du film noir de Courmayeur
- Festival international du film policier de Liège

## Italie
Dans le contexte politique tendu des années de plomb où les attentats, les rapts et les crimes étaient monnaie courante, est né le genre italien du poliziottesco. Ce genre, descendant du néoréalisme italien, est à la croisée du film policier et de gangsters, lorgnant souvent sur le film de justiciers à la L'Inspecteur Harry voire sur le giallo et la série B. Comme Jean-Baptiste Thoret le remarque, « Outre son originalité formelle, sa puissance tient d’abord dans la vision hyper réaliste et brutale qu’il délivre de l’Italie des années de plomb, dont il a saisi l’humeur dépressive ». Les films précurseurs du poliziotteschi sont Au nom de la loi (In nome della legge) en 1949 ou Meurtre à l'italienne (Un maledetto imbroglio) en 1959 de Pietro Germi, Le Roi des truands (Il Re di Poggioreale) ainsi que le polar plus politique Salvatore Giuliano en 1962.
- 1968 : Bandits à Milan (Banditi a Milano)
- 1969 : Exécutions (Un detective)
- 1970 : La Cité de la violence (Città violenta)
- 1970 : Enquête sur un citoyen au-dessus de tout soupçon (Indagine su un cittadino al di sopra di ogni sospetto)
- 1972 : Société anonyme anti-crime (La Polizia ringrazia)
- 1972 : Milan calibre 9 (Milano Calibro 9)
- 1972 : La Vengeance du Sicilien (Torino nera)
- 1972 : L'Empire du crime (La mala ordina)
- 1973 : Les Grands Fusils (Tony Arzenta)
- 1973 : Le Témoin à abattre (La Polizia incrimina la legge assolve)
- 1973 : Rue de la violence (Milano trema: la polizia vuole giustizia)
- 1973 : La Poursuite implacable (Revolver)
- 1973 : Le Grand Kidnapping (La polizia sta a guardare)
- 1973 : Le Boss (Il boss)
- 1973 : L'onorata famiglia - Uccidere è cosa nostra
- 1973 : Un flic hors-la-loi (Piedone lo sbirro)
- 1973 : La Guerre des gangs (Milano rovente)
- 1974 : Brigade volante (Squadra volante)
- 1974 : Un citoyen se rebelle (Il cittadino si ribella)
- 1974 : La Rançon de la peur (Milano odia: la polizia non può sparare)
- 1974 : La Lame infernale (La polizia chiede aiuto)
- 1974 : Fatevi vivi, la polizia non interverrà
- 1974 : Milano: il clan dei calabresi
- 1974 : Lucky Luciano
- 1974 : Salut les pourris (Il poliziotto è marcio)
- 1975 : La police a les mains liées (La polizia ha le mani legate)
- 1975 : Un flic hors-la-loi (L'uomo della strada fa giustizia)
- 1975 : Un flic voit rouge (Mark il poliziotto)
- 1975 : Marc la gâchette (Mark il poliziotto spara per primo)
- 1975 : Le Parfum du diable (La città gioca d'azzardo)
- 1975 : Colère noire (La città sconvolta: caccia spietata ai rapitori)
- 1975 : Bracelets de sang (Il giustiziere sfida la città)
- 1975 : Rome violente (Roma violenta)
- 1976 : Opération Casseurs (Napoli violenta)
- 1976 : Opération Jaguar (Italia a mano armata)
- 1976 : Cadavres exquis (Cadaveri eccellenti)
- 1976 : Mister Scarface (I padroni della città)
- 1976 : Flics en jeans (Squadra antiscippo)
- 1976 : La peur règne sur la ville (Paura in città)
- 1976 : Big Racket (Il grande racket)
- 1976 : Spécial Magnum (Una magnum special per Tony Saitta)
- 1976 : Deux Flics à abattre (Uomini si nasce poliziotti si muore)
- 1976 : Brigade spéciale (Roma a mano armata)
- 1976 : La Mort en sursis (Il trucido e lo sbirro)
- 1976 : Section de choc (Quelli della Calibro 38)
- 1976 : Commando terreur (Milano violenta)
- 1977 : Le Cynique, l'Infâme et le Violent (Il cinico, l'infame, il violento)
- 1977 : Assaut sur la ville (Napoli spara!)
- 1977 : Action immédiate (La via della droga)
- 1977 : Antigang (La malavita attacca... la polizia risponde!)
- 1977 : Calibre magnum pour l'inspecteur (Napoli si ribella)
- 1977 : Le Justicier défie la ville (Torino violenta)
- 1977 : Ultime violence (La belva col mitra)
- 1978 : Un flic explosif (Un poliziotto scomodo)
- 1978 : Échec au gang (La banda del gobbo)
- 1978 : Il commissario di ferro
- 1978 : Diamants de sang (Diamanti sporchi di sangue)
- 1979 : Corléone à Brooklyn (Da Corleone a Brooklyn)
- 1979 : La Cité du crime (Sbirro, la tua legge è lenta... la mia no!)
- 1980 : Un flic rebelle (Poliziotto solitudine e rabbia)
- 1980 : La Guerre des gangs (Luca il contrabbandiere)